# Макфарлейн, Питер Кларк
Питер Кларк Макфарлейн (англ. Peter Clark MacFarlane, 8 марта 1871, Сент-Клэр, Миссури — 9 июня 1924, Сан-Франциско, Калифорния) — американский писатель. В основу комедийного фильма 1919 года «Молли из безумств» лёг его рассказ «Девушка из интермедии». Фильм 1924 года «Языки пламени» был экранизацией одноимённого романа. 
Макфарлейн родился 8 марта 1871 года в округе Сент-Клэр, штат Миссури. Первоначально он работал клерком на железной дороге. Он учился в сельскохозяйственном колледже Флориды, а затем изучал теологию в семинарии в Беркли, Калифорния, которую окончил в 1905 году. Он занял должность пастора в Аламеде, штат Калифорния, и был служителем в течение семи лет. Он также занимал должность секретаря Братства учеников Христа. Он оставил служение, чтобы стать актёром и лектором.
В 1912 году он написал критический анализ тогдашнего губернатора и кандидата в президенты от Демократической партии Вудро Вильсона. В 1922 году он был одним из двух ораторов на митинге в Сан-Хосе в поддержку сенатора Джонсона. Макфарлейн переписывался с Теодором Рузвельтом. Хайрам Джонсон считал Макфарлейна одним из лучших ораторов своего времени.
Желая улучшить свои писательские навыки, во время Первой мировой войны он вступил в армию США, вошёл в Германию в составе Второй армейской дивизии, затем был переведён в Семьдесят седьмую дивизию для участия в боевых действиях у Веля, а потом служил в морской пехоте в Сен-Миеле. В 1921 и 1922 годах он читал лекции для движения Шатокуа.
Макфарлейн выстрелил себе в голову в морге Сан-Франциско 9 июня 1924 года, оставив записку, в которой рассказал о своей неизлечимой болезни почек и психических проблемах, связанных с самовыражением.
Макфарлейн часто публиковался в The American Magazine, Collier’s и Saturday Evening Post, где его статьи о политике привлекали значительное внимание.
Макфарлейн был женат дважды. Его первый брак был с Эммой Д. Гарфилд; она умерла в 1908 году. На момент своей смерти он был женат на своей второй жене Флоренс Э. Джадсон.